# 安田定則

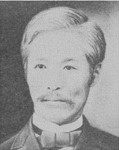
安田定則

安田 定則（やすだ さだのり、1845年7月6日（弘化2年6月2日） - 1892年（明治25年）3月8日）は、幕末の薩摩藩士、明治期の官僚・政治家。官選茨城県知事、元老院議官、貴族院勅選議員。通称・泰助。

## 経歴
薩摩藩士・安田嘉藤太の二男として生まれる。
明治4年7月23日（1871年9月7日）陸軍大尉に任官。同年10月、開拓大主典に就任。以後、開拓使七等出仕、開拓幹事、開拓少判官を歴任。1876年2月、黒田清隆長官が朝鮮と交渉する全権弁理大臣となった際に随行し、日朝修好条規が締結された。1877年1月、開拓権大書記官に就任。以後、開拓大書記官、外国品購求事務長、北海道物産取扱所長などを歴任。
1882年2月4日、大蔵大書記官、同月14日、農商務大書記官に就任。以後、北海道事業管理局長、農商務三等出仕などを務め、1884年にイギリスで開催の万国発明品博覧会、1885年にドイツ帝国で開催の金銀青銅製品万国博覧会にそれぞれ事務官長として派遣された。
1886年1月26日、元老院議官に就任。同年5月8日、茨城県令に発令。同年7月、地方官官制改正に伴い同県知事となる。県勢振興のため、積極的に人材を登用した。1891年4月24日、知事を依願免本官となる。同年12月22日、貴族院勅選議員に任じられ、死去するまで在任した。

## 栄典
位階
- 1884年（明治17年）6月30日 - 正五位[8]
- 1886年（明治19年）10月28日 - 従四位[9]
- 1892年（明治25年）3月8日 - 正四位[10]

勲章等
- 1885年（明治18年）4月7日 - 勲三等旭日中綬章[11]
- 1889年（明治22年）11月25日 - 大日本帝国憲法発布記念章[12]